# Suore catechiste guadalupane
Le Suore Catechiste Guadalupane (in spagnolo Hermanas Catequistas Guadalupanas; sigla H.C.G.) sono un istituto religioso femminile di diritto pontificio.

## Storia
La congregazione fu fondata il 27 giugno 1921 a Saltillo dal vescovo del luogo, Jesús María Echavarría y Aguirre.
L'istituto, aggregato all'ordine dei carmelitani scalzi dal 22 febbraio 1924, ricevette il pontificio decreto di lode l'11 febbraio 1964.

## Attività e diffusione
Le suore si dedicano all'educazione di bambini e adolescenti, al lavoro nelle parrocchie e alla collaborazione nelle missioni.
Oltre che in Messico, sono presenti negli Stati Uniti d'America; la sede generalizia è a Saltillo.
Alla fine del 2015 l'istituto contava 127 religiose in 19 case.